# Beni Slimane
Beni Slimane est une commune de la wilaya de Médéa en Algérie. 

## Géographie
La commune est située dans le tell central algérien dans l'Atlas tellien à l'est et l'Atlas blidéen à l'ouest à environ 98 km au sud d'Alger et à 68 km au sud-est de Médéa et à environ 92 km au sud-ouest de Boumerdés et à 50 km à l'est de Berrouaghia et à 31 km au sud-ouest de Tablat et à 55 km à l'ouest de  Bouira.
|                      | Sidi Errabia |                                    |
| Bouchrahil, Bouskene | Beni Slimane | El Guelb El Kebir , Bir Ben Laabed |
|                      | Souagui      |                                    |

## Personnalités liées à la commune
- Personnalité de haut rang dans l'histoire de la Révolution algérienne : il s'agit de la grande combattante dès 1847 contre l'invasion française : Lalla Fatma N'Soumer ou la Colombe du message révolutionnaire. Elle fut incarcérée jusqu'à sa mort en 1863 à Beni Slimane, dans une prison qui se trouvait à l'emplacement de l'actuelle salle Omnisports à côté du stade communal.
- Moussa Touati, homme politique, y est né le 3 octobre 1953.